# Philippe Artias
Philippe Artias, de son vrai nom Jean Henri Saby-Viricel, né le 3 septembre 1912 à Feurs, en France, et mort à Numana, en Italie, le 28 août 2002 est un peintre français.

## Biographie
En 1929, il est étudiant  à l’École des Beaux-Arts de Saint-Étienne. Il crée des tissus pour la haute couture. En 1938, il s’installe à Retournac comme épicier-buraliste et peintre, très influencé par André Lhote avec lequel il entretient une abondante correspondance. Mais il ne rencontre aucun succès comme peintre. 
Il s’engage en février 1942 dans la Résistance comme communiste au sein du Front national de lutte pour la libération et l'indépendance de la France comme responsable départemental pour la Haute-Loire et dont il devient aussi le responsable pour l'Allier, le Puy-de Dôme et le Cantal. Il est responsable départemental du journal clandestin « Le Patriote », puis directeur de « Le Patriote d’Auvergne ». À la Libération, il est nommé préfet de Corrèze… pour quarante huit heures !
En 1945, il exerce différentes fonctions au sein du Parti Communiste Français puis recommence à peindre. En 1947, il rencontre Édouard Pignon et travaille avec lui dans son atelier de céramique à Vallauris. En 1953, il rencontre Picasso dont il devient l’ami. La même année, il s’installe à Clermont-Ferrand. En 1964, il remporte le premier prix de peinture du Festival d'Avignon. À partir de 1963, il réside à Saint-Étienne, où il est nommé directeur des arts plastiques de la maison de la culture en 1972. En 1969, Claude Thibault publie un livre sur ses entretiens avec l'artiste. En 1976, il quitte la France pour s’installer en Italie. Il est nommé Chevalier de la Légion d’Honneur le 9 octobre 1997. Il décède à Numana, en Italie, le 28 août 2002.
« Une vie partagé entre la France et l'Italie permet à Philippe Artias d'entremêler des jeux plastiques colorés innovant à des sujets politiques où toujours se perçoit une immense sensualité. ». Son œuvre est représentée dans plus d'une douzaine de musées à travers le monde.